# Cantó de Pantin-Est
El cantó de Pantin-Est és un antic cantó francès del departament de Sena Saint-Denis, que estava situat al districte de Bobigny. Comptava amb part del municipi de Pantin.
Al 2015 va desaparèixer i el seu territori va passar a formar part del nou cantó de Pantin.

## Municipis
- Pantin (part)

## Història
| Data d'elecció                           | Identitat           | Partit                 | Qualitat |
| ---------------------------------------- | ------------------- | ---------------------- | -------- |
| 1967-2001                                | Michel Berthelot    | PCF                    |          |
| 2001-2008                                | Didier Segal-Saurel | Les Verts, després PRG |          |
| 2008-                                    | Claude Bartolone    | PS                     |          |
| les dades anteriors no són pas conegudes |                     |                        |          |
|                                          |                     |                        |          |

## Demografia
| A partir de 1990: Població sense dobles comptes |